# جیکوب ارستاد
جیکوب ارستاد (به انگلیسی: Jacob Erstad) ژیمناست زادهٔ ۱۲ ژانویهٔ ۱۸۹۸ میلادی اهل کشور نروژ است.